# Peter Kitzmann
Peter Kitzmann (* 16. Dezember 1956 in Osnabrück) ist ein ehemaliger deutscher Fußballspieler.

## Werdegang
Der Mittelfeldspieler Peter Kitzmann stammt aus der Jugend des VfL Osnabrück und rückte im Jahre 1974 in den Kader der Profimannschaft auf, die sich für im gleichen Jahr eingeführte 2. Bundesliga qualifiziert hatte. Am 23. März 1975 gab er sein Profidebüt beim 2:2 des VfL bei Alemannia Aachen. Es folgte noch ein weiteres Zweitligaspiel, bevor Kitzmann zum Oberligisten SpVgg Bad Pyrmont wechselte. Kitzmann war in den folgenden Jahren im Amateurbereich für den Bünder SV, den SV Meppen, den VfL Herzlake und den VfB Rheine aktiv. Nachdem er mit dem VfB Rheine 1983 aus der Oberliga Westfalen abstieg kehrte er in seine Heimatstadt zurück und spielte für Eintracht Osnabrück. Zwischen 1985 und 1992 ließ er seine Karriere bei den Amateuren des VfL Osnabrück ausklingen.